# 팻 고먼
팻 고먼(Pat Gorman, 1950년 ~ 2018년 10월 9일)은 영국의 배우, 텔레비전 배우이다.

## 영화
- 아가사 크리스티 : 명탐정 포와로 (1989년)
- 황금의 눈 (1989년)
- 배트맨 (1989년)
- 주머니 속의 죽음 (1985년)
- 더 빌 (1984년)
- 겨울 이야기 (1980년)
- 엘리펀트 맨 (1980년)
- 비밀특공대 (1977년)
- 트로그 (1970년)
- 미이라의 수의 (1967년)
- 미이라 묘지의 저주 (1964년)
- Z 카스 (1962년)